# Муниципальное образование «Александровское» (Иркутская область)
Александровское сельское поселение — муниципальное образование со статусом сельского поселения в
Боханском районе Иркутской области России. Административный центр — село Александровское.

## Демография
По результатам Всероссийской переписи населения 2010 года
численность населения муниципального образования составила 1681 человек, в том числе 795 мужчин и 886 женщин.